# Hanger Lane
Hanger Lane è una stazione della linea Central della metropolitana di Londra.

## Storia
Nei pressi dell'attuale stazione, la Great Western Railway ha aperto nel 1904 un punto di arresto del treno denominato Twyford Abbey Halt, lungo la linea New North Main Line verso High Wycombe. Il Twyford Abbey Halt è stato chiuso nel 1911, sostituito dalla stazione di Brentham (poi rinominata Brentham (for North Ealing)), ad ovest rispetto alla stazione attuale. La stazione di Brentham è stata chiusa tra il 1915 e il 1920 durante il periodo della prima guerra mondiale e poi definitivamente dismessa nel 1947 per essere sostituita dall'estensione della Central line da North Acton nell'ambito del New Works Programme.
La stazione di Hanger Lane è stata aperta il 30 giugno 1947. L'entrata e il tetto della biglietteria sotterranea formano il centro dell'Hanger Lane Gyratory System, una grande rotatoria nella zona ovest di Londra all'incrocio tra la Western Avenue (A40) e la North Circular Road (A406). L'accesso dei passeggeri alla stazione avviene tramite dei sottopassi pedonali, essendo la stazione sotterranea.
Nel 2012 l'esterno della stazione è stato rinnovato e ridipinto, e nel 2018 sono stati annunciati nuovi lavori di ammodernamento: la stazione sarà resa accessibile a persone disabili entro il 2022, come parte di un piano di investimenti da 200 milioni di sterline per aumentare il numero di stazioni accessibili sulla rete metropolitana.

### Progetti
Nel 2004 la multinazionale Diageo, nell'ambito dello sviluppo del nuovo complesso industriale First Central, aveva pianificato la costruzione di nuove piattaforme verso est, che avrebbero permesso l'interscambio con la stazione di Park Royal. Il progetto è stato sospeso e non ha avuto seguito. La London Underground ha dichiarato che i benefici di una nuova stazione di Park Royal sulla Central line non sarebbero tali da giustificarne i costi.

## Interscambi
La stazione di Park Royal si trova a 700 metri di distanza, permettendo l'intercambio con la linea Piccadilly.
Nelle vicinante della stazione effettuano fermata alcune linee automobilistiche di superficie urbane, gestite da London Buses.
- (Park Royal - linea Piccadilly);
- Fermata autobus

## Galleria d'immagini

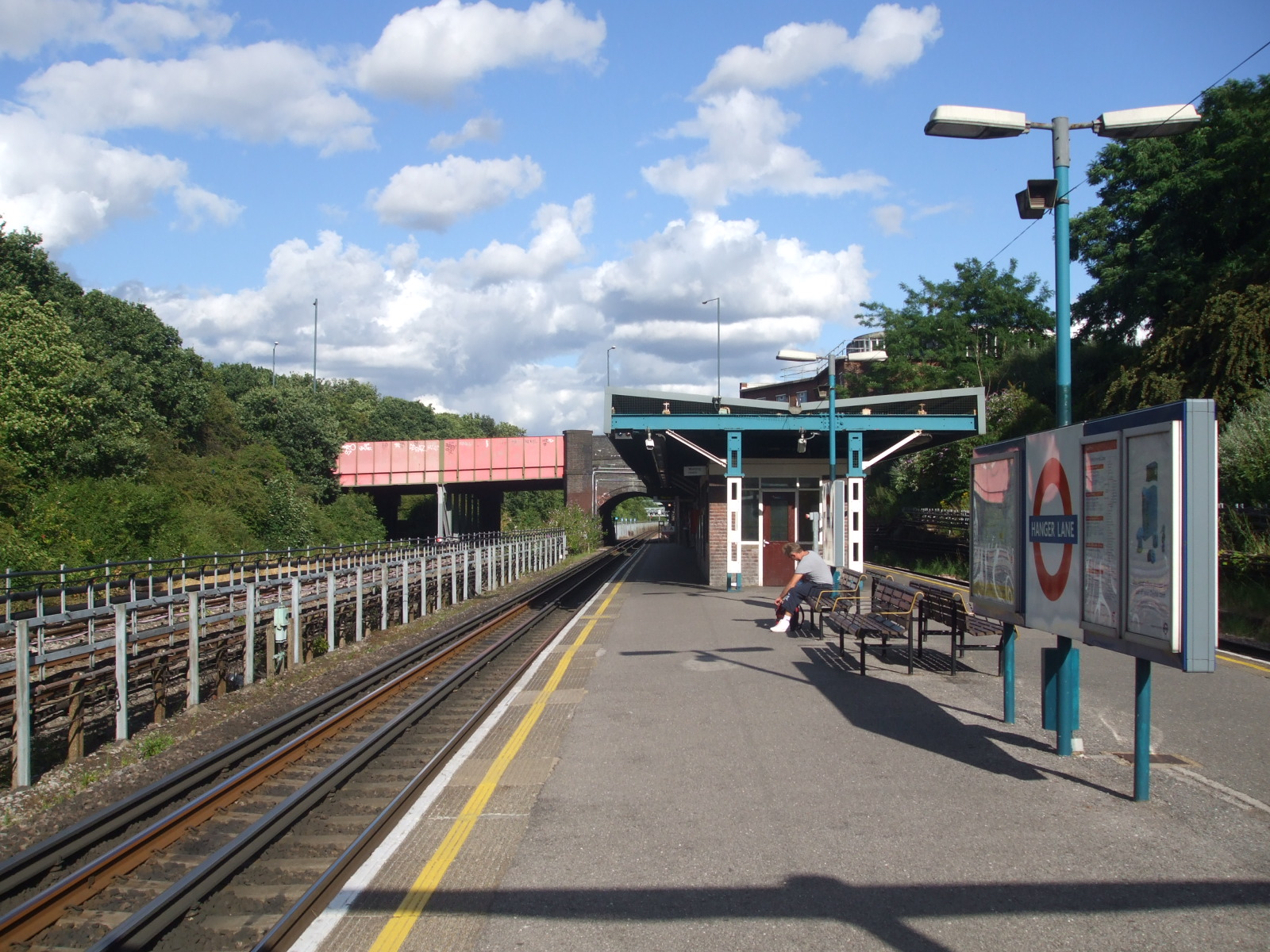
Il binario est
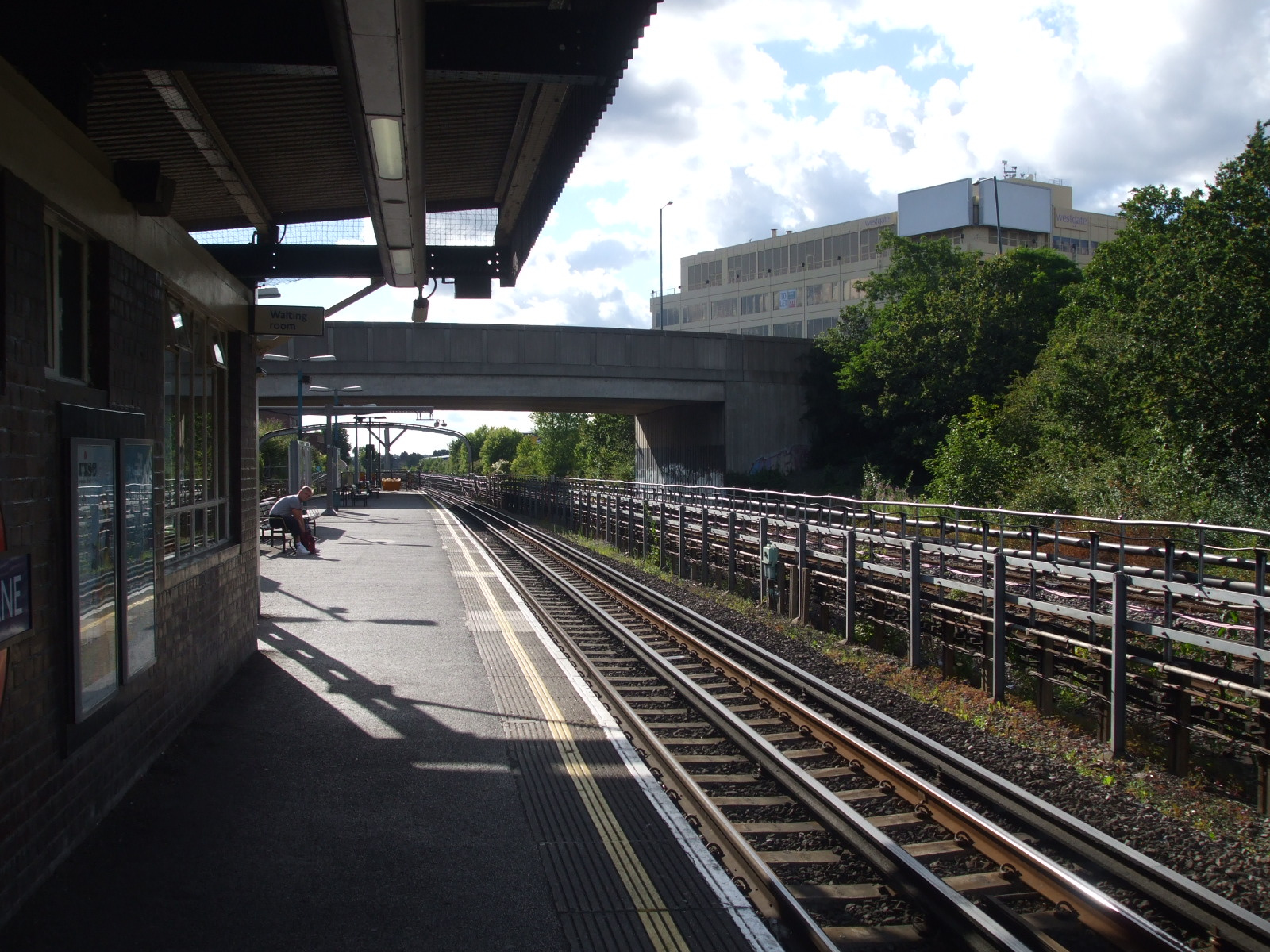
Il binario ovest
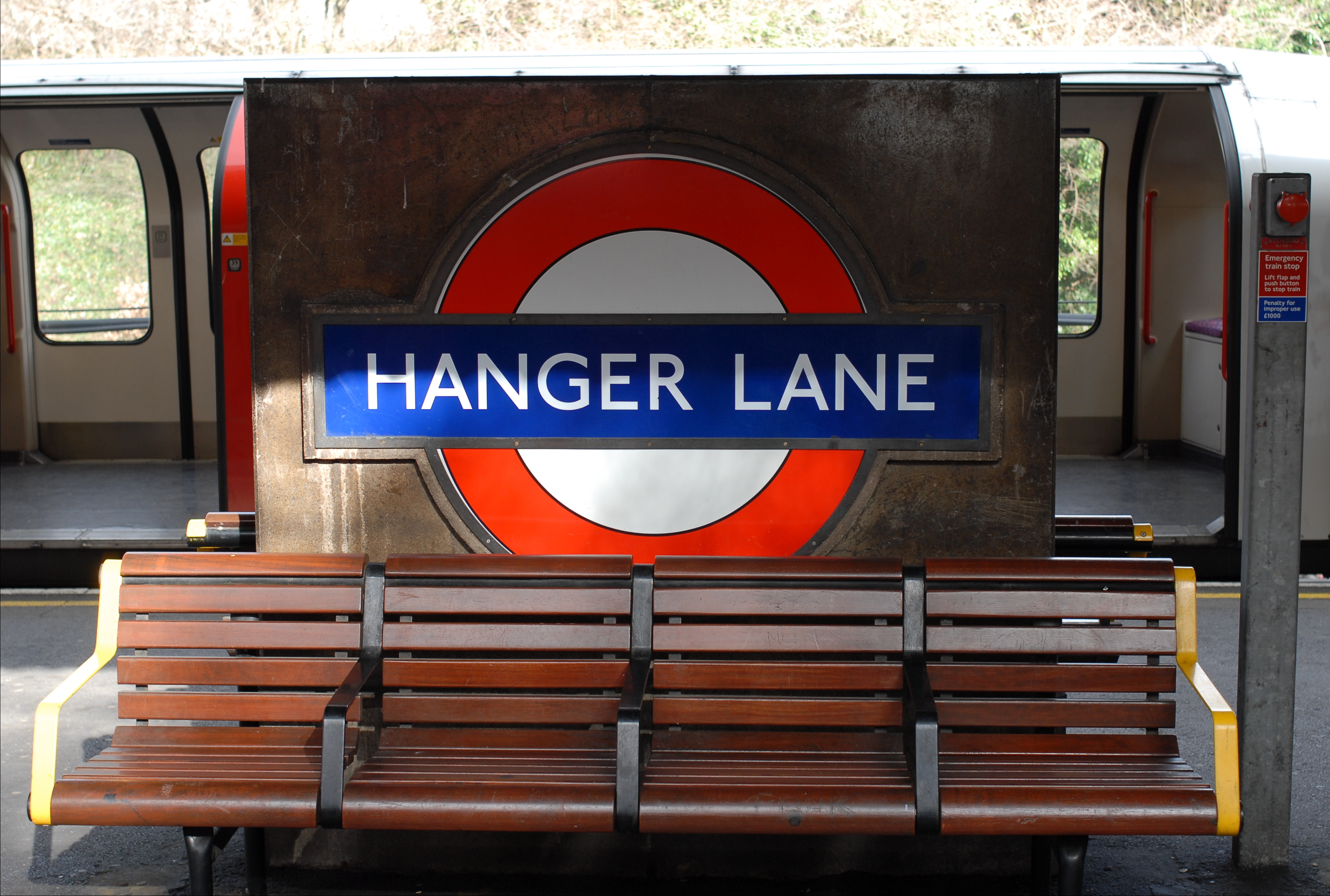
L'insegna della stazione del London Underground